# Stade d'honneur de Settat
Le stade d'Honneur de Settat (en arabe : ملعب سطات الشرف) est situé dans la ville de Settat, le club local de la Renaissance de Settat y évolue.
Il possède une capacité de 10 000 places assises, avec une pelouse synthétique .